# L'uomo che guarda
L'uomo che guarda és una pel·lícula dramàtica eròtica italiana de 1994 escrita i dirigida per Tinto Brass en una adaptació lliure de la novel·la homònima d'Alberto Moravia. Explica la història d'un acadèmic que en les seves interaccions amb altres persones està destinat a mirar i no a actuar, un plantejament que el porta a no tenir èxit amb les dones.

## Trama
A Roma, Dodo és professor universitari que dona classes de literatura francesa. També a l'apartament hi ha el seu pare malalt Alberto, la infermera del qual Fausta s'encarrega de les seves necessitats mèdiques i sexuals. El retret Dodo no respon al seu comportament provocador i li repel·leix la sexualitat desenfrenada del seu pare. Part del seu problema és que estava massa a prop de la seva mare, ara morta, que no només havia de cobrir les necessitats del seu marit sinó que també l'havia de compartir amb moltes altres dones. Però el seu principal problema és que la seva bella i sexy dona Silvia, que va entrar a la seva vida tranquil·la d'estudiós, ha desaparegut amb un altre home.
Després d'una classe, una noia africana anomenada Pascasie li demana que vagi al seu pis i es despulla, convidant-lo a fotografiar-la. Quan la seva companya de pis arriba a casa, després d'una primera discussió per la presència d'un home estrany, les dues noies comencen a fer l'amor. Dodo, sempre l'observador i no participant, les hi deixa. Cada cop més fantasieja amb la Silvia absent i sobre la vida sexual dels seus pares. Una nit hi ha una dona misteriosa a l'habitació del seu pare i al matí la Fausta diu que devia ser la Silvia, perquè encara té la clau de la porta. Aleshores, de sobte, la Silvia diu que vol tornar a l'apartament.

## Repartiment
- Katarina Vasilissa ... Silvia
- Francesco Casale... Dodo
- Cristina Garavaglia... Fausta
- Raffaella Offidani... Pascasie
- Antonio Salines... Metge
- Martine Brochard... La contessa
- Franco Branciaroli... Alberto
- Ted Rusoff... Treballador del pàrquing
- Tinto Brass (uncredited)